# Godzilla: Save the Earth
Godzilla: Save the Earth is een vechtspel, gebaseerd op de Godzillafilms. Het spel werd uitgebracht op 16 november 2005 voor de PlayStation 2 en de Xbox.
“Godzilla: Save the Earth” is een vervolg op Godzilla: Destroy All Monsters Melee en werd opgevolgd door Godzilla: Unleashed.

## Verhaal
Veel van de originele plannen voor het spel moesten worden geschrapt vanwege tijdgebrek bij de ontwikkeling. Het verhaal in Save the Earth speelt zich twee jaar na Godzilla: Destroy All Monsters Melee af.
De Vortaak keren terug naar de aarde, wederom met een leger van monsters onder hun controle. Ditmaal hebben ze ook hun ultieme wapen meegebracht: SpaceGodzilla. Opnieuw blijven een aantal monsters gespaard van hun controle en gaan de strijd aan met de Vortaak en hun leger.
Het spel voegt meer monsters en omgevingen toe aan die uit Godzilla: Destroy All Monsters Melee. Ook zijn er nieuwe spelmodi zoals Challenge Mode, waarin een speler meer moet doen dan simpelweg zijn tegenstander verslaan.

## Monsters

### Bespeelbaar
Alle monsters in het spel hebben hun sterke en zwakke kanten. Tevens kunnen ze allemaal een speciale aanval uitvoeren.
| Monster             | Omschrijving | Speciale aanval |
| ------------------- | --- | --- |
| Anguirus            | Heeft gemiddelde snelheid en een sterke aanval + verdediging. Zijn aanvallen zijn echter allemaal bedoeld voor op korte afstand. | "Thunderball". |
| Baragon             | Zeer snel, maar fysiek zwak. Heeft meerdere speciale vaardigheden zoals ingraven en aanvallen op afstand | "Lava Eruption"; Baragon graaft zich in en activeert een vulkaan.                                                                      |
| Destoroyah          | traag maar sterk monster, dat over verschillende aanvallen voor op afstand beschikt | "Oxygen Destroyer"; Destroyah spuugt een bal van micro-zuurstof uit die op zijn tegenstander landt.                                    |
| Gigan               | een snel monster, gespecialiseerd in aanvallen met de zwaarden aan zijn armen. Kan teleporteren. | "Whirlwind Assault"; Gigan draait razendsnel rond om zo een tornado op te wekken.                                                      |
| Godzilla 90's       | De Godzilla uit de Heisei-filmreeks. Deze Godzilla beschikt over sterkere afstandsaanvallen dan zijn 2000 versie, maar is minder snel. | "Finishing Breath"; Godzilla spuwt een paarse straal van plasma die een vijand extra veel schade bezorgt.                              |
| Godzilla 2000       | De Godzilla uit de millennium-filmreeks. Deze Godzilla is sneller dan zijn jaren 90 versie, maar beschikt over minder aanvallen voor op afstand. | "Nuclear Pulse"; Godzilla kan een energiepuls opwekken uit zijn lichaam.                                                               |
| Jet Jaguar          | Een robot met de gave om van formaat te veranderen. Naast zijn normale formaat kan hij ook veranderen in een extra kleine vorm (waarin zijn snelheid fors toeneemt, maar zijn kracht minder wordt) en een extra grote vorm (waarin juist zijn kracht toeneemt en zijn snelheid afneemt) | "Tornado"; Jet Jaguar draait razendsnel rond om een vortex te creëren.                                                                 |
| King Ghidorah       | Een traag maar fysiek sterk monster. Kan energie voor zijn speciale aanval opofferen om zijn gezondheid te herstellen. | "Deathstorm"; King Ghidorah vliegt de lucht in en vuurt zwaartkrachtstralen + windvlagen af.                                           |
| Mechagodzilla 2     | De Mechagodzilla uit de Heisie-filmreeks. Hij is een krachtige machine met meerdere aanvallen voor op afstand, die een tegenstander snel kunnen vloeren. | "All-Weapons Strike"; Mechagodzilla 2 vuurt al zijn wapens tegelijk af.                                                                |
| Mechagodzilla 3     | Een snellere MechaGodzilla, meer gespecialiseerd in aanvallen dichtbij | "Absolute Zero Cannon"; Mechagodzilla 3 vuurt een kanon af dat zijn tegenstander kan bevriezen.                                        |
| Mecha-King Ghidorah | Gelijk aan King Ghidorah, maar zeer kwetsbaar voor energieaanvallen. Is daarentegen vrijwel ongevoelig voor schop en trapaanvallen. | "Invincibility"; Mecha-King Ghidorah wordt tijdelijk onzichtbaar.                                                                      |
| Megaguirus          | Het snelste monster uit het spel. Kan via tentakels energie aftappen van haar tegenstanders. Heeft geen aanvallen voor op afstand | "Meganulon Swarm"; Megaguirus legt drie eieren die meteen uitkomen, waarna de jonge Megaguirus energie van haar tegenstander aftappen. |
| Megalon             | een krachtig monster, met lage verdediging. Kan zich ingraven. Elektriciteit vergroot zijn gezondheid. | "Magnetic Vortex"; Megalon creëert een magnetische puls die een tegenstander achteruitslaat.                                           |
| M.O.G.U.E.R.A.      | een snelle robot, gespecialiseerd in aanvallen op afstand. Hij is echter zwak zonder energie. Moguera kan zich opladen door zichzelf uit te schakelen, maar dit maakt hem wel kwetsbaar voor vijandige aanvallen.                                                                       | "Photonic Storm" Moguera schiet een koepelvormige puls af die alle tegenstanders omver blaast.                                         |
| Mothra              | een monster, gespecialiseerd in aanvallen van op grote afstand. Kan energiestralen terugkaatsen. Ze heeft twee modi: larve en volwassen. Is zeer wendbaar en snel, maar fysiek niet echt zwak. Als ze veranderd van larve vorm naar volwassen vorm, wordt haar energie hersteld.        | Mothra heeft geen speciale aanval, maar kan in plaats daarvan haar energiemeter en gezondheid aanvullen.                               |
| Orga                | Fysiek het sterkste monster in het spel. Is de eindbaas in de Adventure mode van het spel op “easy” en “medium” niveau. | "Shoulder Cannon Overload"; Orga beschiet een tegenstander meerdere malen met zijn schouderkanonnen.                                   |
| Rodan               | Zwak, maar snel en een van de beste vliegende monsters uit het spel. Kan makkelijk vijandige aanvallen ontwijken. | "Heat Spiral"; een aanval gelijk aan Ghidorahs "Deathstorm".                                                                           |
| SpaceGodzilla       | Eveneens een sterke tegenstander. Hij is de eindbaas in de Adventure Mode op “Hard” niveau. Kan zijn energie twee keer zo snel aanvullen als andere monsters. | "Crystal Prison"; SpaceGodzilla roept een regen van kristallen meteorieten op.                                                         |

### Niet bespeelbaar
- Battra: Battra kan worden opgeroepen door een monster indien deze een Battra-symbool vindt. Hij valt vervolgens de tegenstander van de gene die hem geroepen heeft aan.

- Millennian: in een minigame moet Godzilla aan boord van het Vortaak moederschip Millennian bevechten.

- Ebirah: een tegenstander in de Onderwater minigame.

## Gebieden
- Tokio
- New York
- San Francisco
- Osaka
- Londen
- Boston
- Monster Island
- Seattle
- Los Angeles
- Mothership
- Boksring
- Asteroïdering
- Oceaan